# ولوسپا
ولوسپا (انگلیسی: Völuspá) (همچنین وولوسپا؛ به زبان نورس باستان: «پیش‌گویی ولوا، سیر») شناخته‌شده‌ترین شعر ادای منظوم است. قدمت آن به سدهٔ دهم میلادی بازمی‌گردد و داستانی را از اسطوره‌شناسی اسکاندیناوی در مورد آفرینش و تباهی جهان و تولد دوباره آن روایت می‌کند که از زبان ولوا خطاب به اودین برای مخاطب بازگو می‌شود. نام او دو بار به عنوان هیدر آورده شده است. این شعر یکی از مهمترین منابع اولیه برای مطالعه اسطوره‌شناسی نورس است. بخش‌هایی از این شعر در ادای منثور نیز آمده است، اما قدیمی‌ترین نسخه شناخته‌شده و کاملاً باقی‌مانده از شعر نسخه‌های خطی کودکس رژیوس و هیکسبوک می‌باشند.

## شرح مختصر
اودین زمانی که برای آگاهی از سرنوشت بالدر به دیار مردگان می‌رود کاهنی پیشگو را می‌بیند و او را مجبور می‌سازد به پرسش‌های وی پاسخ دهد. شعر با ولوا شروع می‌شود که از «پسران هایمدال» (انسان‌ها) درخواست سکوت می‌کند و سپس از اودین می‌پرسد که آیا تمایل دارد که او افسانه‌های باستانی را بر اساس خاطراتش بازگو کند. او می‌گوید که یوتون را به یاد دارد که روزگار دیرین زاده شدند و به او نه جهان و درخت زندگانی (Mjötviður mær یا انحراف محوری جهان) را آموختند.
ولوا با روایت اسطوره آفرینش، از یمیر یاد می‌کند و اینکه جهان چیزی جز خلأ جادویی، گینونگاگپ نیست، تا زمانی که پسران بور (اُدین، ویلی و وه) زمین را از دریا بیرون کشیدند. سپس آسیر با یافتن مکان‌هایی برای خورشید، ماه و ستارگان نظم را در کیهان برقرار کردند و بدین ترتیب چرخه روز و شب را آغاز نمودند. دوران طلایی آغاز شد که در آن آس‌ها مقدار زیادی طلا داشتند و با خوشحالی برای خود پرستشگاه و ابزار می‌ساختند. اما بعد سه دوشیزهٔ توانمند از یوتون‌هایم پدید آمدند و دوران طلایی به پایان رسید. سپس آسیر دورف‌ها را خلق کردند، که موتسوگنیر و دورین قدرتمندترین آن‌ها هستند.